# Seleção Salvadorenha de Futebol Feminino
A Seleção Salvadorenha de Futebol Feminino representa El Salvador no futebol feminino internacional.